# Сумерианйоки
Сумерианйоки или Сумерианъёки (фин. Sumerianjoki) — река в России, протекает по территории Питкярантского районаКарелии. Длина реки — 4,4 км, площадь водосборного бассейна — 157 км². Река образуется слиянием двух рек: Хихнийоки и Пукамонйоки, а впадает в Ладожское озеро. Протекает через деревню Сумериа. Через реку переброшены один железнодорожный и два автомобильных моста, по одному из них реку пересекает автотрасса А121.

## Данные водного реестра
По данным государственного водного реестра России относится к Балтийскому бассейновому округу, водохозяйственный участок реки — Водные объекты бассейна оз. Ладожское без рр. Волхов, Свирь и Сясь, речной подбассейн реки — Нева и реки бассейна Ладожского озера (без подбассейна Свирь и Волхов, российская часть бассейнов). Относится к речному бассейну реки Нева (включая бассейны рек Онежского и Ладожского озера).
Код объекта в государственном водном реестре — 01040300212102000011082.